# POMCUS
Prepositioning Of Materiel Configured in Unit Sets (POMCUS; deutsch „Vorauspositionierung von Material in nach Einheiten zusammengestellten Sätzen“) ist ein Militärlogistik-Konzept der Streitkräfte der Vereinigten Staaten. 

## Geschichte
Mit dem im Herbst 1961 begonnenen US-amerikanischen POMCUS-Konzept wurden im Kalten Krieg mehrere Depots für die Verstärkungstruppen im Spannungs- und Verteidigungsfall gegen den Warschauer Pakt aufgebaut. Diese unterstanden der Combat Equipment Group (CEG), die wiederum 1970 aus der US Army, Europe Augmentation Readiness Group (UARG) hervorgegangen ist.
In Europa unterstanden beispielsweise die Bataillonen der Kampfausrüstungsgruppe Europa (Combat Equipment Group, Europe (CEGE)) in Mannheim und gehörten zur United States Army Europe (USAREUR). 
Das US-Verteidigungsministerium begann mit dem POMCUS-Programm ab 1978 auch eine zunehmende Einlagerung von umfangreichem militärischen Material in NATO-Depots zur Unterstützung des Rapid Reinforcement Concepts und erprobte die Versorgung der herbeigeführten US-Divisionen in jährlichen REFORGER-Manövern. Hierzu gehörten Kampfpanzer, gepanzerte Radfahrzeuge, Pioniergerät bis hin zu Munitionsdepots und Ausrüstung für größerer Truppenverbände mit Lebensmittel, Zelten, Stromgeneratoren etc.
Je ein Combat Equipment Battalion war für je ein Divisionsset (DS) für die aus Nordamerika herbeizuführenden US-Divisionen, sogenannte CONUS-Divisions (continental U.S.-based) zuständig. So bestanden bis Anfang der 1990er Jahre folgende Einheiten:
- Combat Equipment Battalion East (CEBE) in Karlsruhe-Knielingen in Deutschland
- Combat Equipment Battalion West (CEBW), in Landstuhl in Deutschland
- Combat Equipment Battalion North (CEBN) in Grefrath in Deutschland
- Combat Equipment Battalion South in Pisa in Italien
- Combat Equipment Battalion Northwest (CEBNW) in Coevorden in den Niederlanden
- Combat Equipment Battalion Luxembourg (CEB-LU) in Luxemburg sowie die
- Combat Equipment Base North Atlantic in Hythe in Großbritannien (früher Hythe Army Depot Activity (HYDA)).

Zum Personal gehörten in Europa im Kalten Krieg neben rund 4000 Soldaten, davon 2500 in Westdeutschland; zur Unterstützung auch rund 370 Zivilpersonen, die dem 6900th Civilian Support Center zugeordnet waren.